# Acarodynerus atrorufus
Acarodynerus atrorufus är en stekelart som beskrevs av Giordani Soika 1993. Acarodynerus atrorufus ingår i släktet Acarodynerus och familjen Eumenidae. Inga underarter finns listade i Catalogue of Life.